# Ezgjan Alioski
Ezgjan Alioski ( em macedônio/macedónio:  Езѓан Алиоски; Prilep - 12 de fevereiro de 1992) é um futebolista profissional macedônio que joga como ala ou lateral. Atualmente joga no FC Lugano, da Suíça.

## Carreira do clube

### Início de carreira
Versátil jogador canhoto, atua predominantemente na ala esquerda, podendo também atuar como atacante, meio-campista atacante, lateral direito, lateral esquerdo ou lateral esquerdo.
Tendo ingressou na academia de juniores em 2003, Alioski começou sua carreira como lateral-esquerdo na segunda equipe do Young Boys de 2010 a 2013, onde marcou quatro gols em 57 partidas. Em janeiro de 2013, ele foi para Schaffhausen por empréstimo, antes de se juntar a uma transferência permanente em outubro de 2013,  marcando quatro gols em 77 partidas.

### Leeds United
Alioski fez parte do retorno do Leeds United à Premier League em 2019-20, após uma espera de dezesseis anos, apesar de três temporadas disputadas na segunda divisão do futebol inglês. Ele marcou gols importantes na temporada 2019-20.
Alioski jogou seu primeiro jogo da Premier League em 19 de setembro de 2020, quando entrou como substituto aos 70 minutos para Patrick Bamford na vitória do time em casa por 4-3 sobre o Fulham . Três dias antes, Alioski estava no time titular, marcando o único gol - nos descontos - no empate da segunda rodada da Copa da Liga 1-1 do Leeds com o Hull City (Hull venceu por 9-8 nos pênaltis com Alioski ausente seu chute de pênalti). Ele fez sua primeira estreia na Premier League em 5 de outubro de 2020 contra o Manchester City, entrando no primeiro onze no lugar de Jack Harrison, que era inelegível para jogar contra seu clube pai. Em 16 de dezembro de 2020, ele marcou seu primeiro gol na Premier League na vitória em casa por 5–2 contra o Newcastle United . Alioski marcou seu objetivo final em 2020 em uma vitória por 5-0 fora de casa sobre o West Bromwich Albion . Em março de 2021, Alioski estava fortemente ligado a uma transferência para o Galatasaray turco, causando alvoroço entre os torcedores do Leeds.
No dia 5 de julho de 2021, Alioski não aceitou a renovação com o clube pois ambas as partes não chegaram a um acordo, deixando assim o Leeds depois de 4 anos no clube.

## Carreira internacional
Elegível para representar a Macedônia e a Albânia devido à sua herança albanesa, Alioski decidiu representar seu país natal, a Macedônia. Depois de representar a Macedônia em vários níveis juvenis, ele fez sua estreia pela seleção principal em 2013.
Ele marcou seu primeiro gol internacional contra a Albânia em 5 de setembro de 2016 em uma partida de qualificação para a Copa do Mundo da FIFA 2018. Jogou principalmente pela seleção nacional como lateral esquerdo, antes de ser convertido para um meio-campo mais ofensivo.
Em maio de 2021, Alioski foi selecionado para a seleção final de 26 jogadores para representar a Macedônia do Norte no adiado UEFA Euro 2020, marcando a primeira aparição do país em um grande torneio. Durante o jogo de abertura da Macedônia do Norte no torneio contra a Áustria, logo após o atacante Marko Arnautović (que é meio sérvio ) marcar, Arnautović gritou furiosamente para Alioski e seu companheiro de equipe Egzon Bejtulai - ambos de ascendência albanesa - o que se acreditava serem calúnias anti-albaneses . A Federação de Futebol da Macedônia divulgou um comunicado pedindo ação por parte da UEFA .

## Vida pessoal
Alioski é muçulmano . Ele fala alemão, italiano, inglês, albanês, macedônio, espanhol e francês.

## Títulos
Leeds United
- EFL Championship: 2019–20

Fenerbahçe
- Copa da Turquia: 2022–23

Al-Ahli
- Liga dos Campeões da AFC: 2024–25[14]